# Bahnhof Bederkesa
Der Bahnhof Bederkesa ist ein Bahnhof in Bad Bederkesa, Bahnhofstraße 18.
Das Empfangsgebäude von 1896 steht unter Denkmalschutz (siehe auch Liste der Baudenkmale in Geestland).

## Geschichte

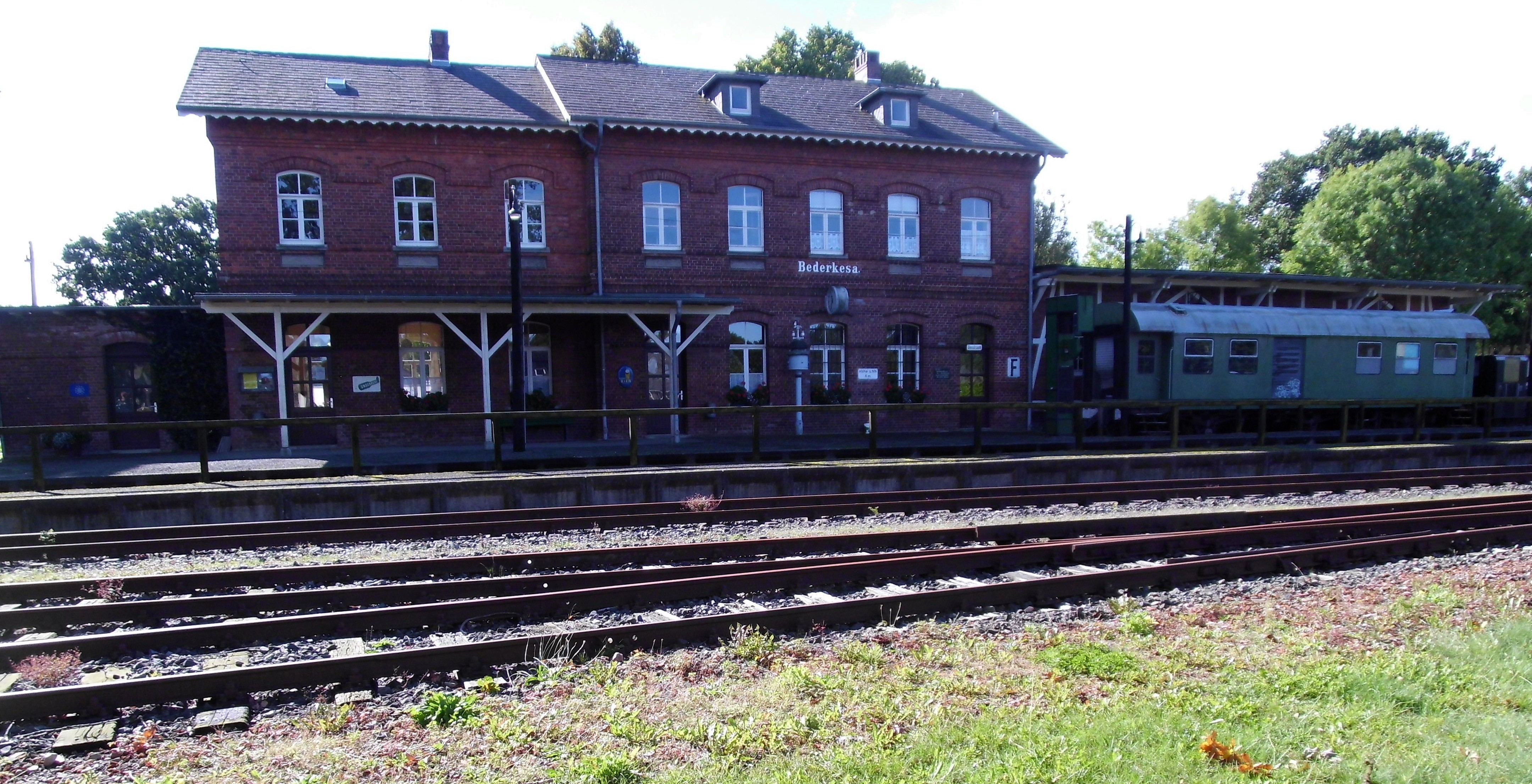
Bahnhofsgebäude 2018

Das zweigeschossige verklinkerte Empfangsgebäude von 1896 mit einem Satteldach und der eingeschossige Güterschuppen als Fachwerkkonstruktion stehen am Ende der Bahnstrecke Bremerhaven–Bederkesa von 1896.
An der Strecke wurden Zwischenstationen in Langen, Debstedt und Drangstedt und zeitweise zusätzliche Haltepunkte in Langen-Seepark (nicht mehr vorhanden) und in Knüppelholz eingerichtet. Der Personenverkehr auf der Strecke wurde 1968 eingestellt und durch eine Buslinie ersetzt. Der Güterverkehr endete 1993.
Seit 1990 befährt die Museumsbahn Bremerhaven – Bederkesa die Strecke, betrieben durch einen Verein mit dem Museumsbahnhof Bad Bederkesa.
Das Land Niedersachsen prüfte ab um 2023, ob die Reaktivierung der Bahnstrecke Bremerhaven–Bederkesa wirtschaftlich ist. Im März 2025 wurden vom Land Niedersachsen die Ergebnisse aus Phase 2 zur Wirtschaftlichkeit veröffentlicht nach denen die Bewertung für die Bahnstrecke Bederkesa–Bremerhaven als eine von sechs Strecken positiv ausfällt.

## Empfangsgebäude
Das zweigeschossige traufständige neunachsige verklinkerte historisierende Empfangsgebäude hat Satteldächer und ein Giebelrisalit mit Freigespärre als Eingang sowie segmentbogige Fenster und eine Fassadengliederung durch Ziegeldekor. Östlich steht ein eingeschossiger Anbau mit Flachdach, westlich ein Güterschuppen mit umlaufender Rampe.